# Asmate virgata
Asmate virgata là một loài bướm đêm trong họ Geometridae.